# زن شگفت‌انگیز ۱۹۸۴ (موسیقی متن)
زن شگفت‌انگیز ۱۹۸۴: موسیقی متن اصلی فیلم (انگلیسی: Wonder Woman 1984: Original Motion Picture Soundtrack) یک حاشیه صوتی از فیلمی با همین نام است. موسیقی این آلبوم توسط هانس زیمر تنظیم و آهنگسازی شده‌است. این آلبوم در ۱۶ دسامبر ۲۰۲۰ توسط وادرتاور میوزیک منتشر شد.

## فهرست قطعه‌ها
موسیقی همهٔ ترانه‌ها توسط هانس زیمر، مگر در مواردی که ذکر شده‌است ساخته شده‌است.
| شماره      | نام                            | مدت   |
| ---------- | ------------------------------ | ----- |
| ۱.         | «Themyscira»                   | ۳:۵۱  |
| ۲.         | «Games»                        | ۵:۱۷  |
| ۳.         | «۱۹۸۴»                         | ۷:۰۴  |
| ۴.         | «Black Gold»                   | ۴:۵۵  |
| ۵.         | «Wish We Had More Time»        | ۲:۵۴  |
| ۶.         | «The Stone»                    | ۲:۱۳  |
| ۷.         | «Cheetah»                      | ۳:۱۳  |
| ۸.         | «Fireworks»                    | ۲:۳۸  |
| ۹.         | «Anything You Want»            | ۴:۴۵  |
| ۱۰.        | «Open Road»                    | ۵:۳۶  |
| ۱۱.        | «Without Armor»                | ۳:۴۶  |
| ۱۲.        | «The White House»              | ۷:۴۵  |
| ۱۳.        | «Already Gone»                 | ۵:۰۴  |
| ۱۴.        | «Radio Waves»                  | ۸:۰۲  |
| ۱۵.        | «Lord of Desire»               | ۲:۴۴  |
| ۱۶.        | «The Beauty In What Is»        | ۳:۴۸  |
| ۱۷.        | «Truth»                        | ۴:۴۵  |
| ۱۸.        | «Lost and Found (Bonus Track)» | ۱۱:۵۵ |
| مجموع مدت: | مجموع مدت:                     | ۹۰:۲۳ |